# Конг: Острів Черепа
«Конг: О́стрів Че́репа» (англ. Kong: Skull Island) — американський пригодницький фільм-фентезі, знятий Джорданом Вот-Робертсом. Він є перезапуском франшизи про Кінг-Конга, а також другим фільмом у серії «Ґодзілла—Конг». Прем'єра стрічки в Україні відбулася 9 березня 2017 року.

## Сюжет
У 1944 році американський пілот Генк Марлоу сходиться у двобої з японцем Генпеєм Ікарі на острові десь у Тихому океані. Їхню сутичку перериває поява величезної мавпи.
У 1973 на цей острів, ще офіційно не відкритий, споряджається експедиція. Він знаний як місце, де зникло багато літаків і кораблів, за що був прозваний Островом Черепа. Після безлічі безрезультатних спроб геолог Білл Ранда переконує сенатора Вілліса, що на острові можуть бути невідомі види тварин і рослин та корисні копалини. Невдовзі над островом пролетить радянський супутник, тож американці мають нагоду заявити права на острів. Ранда, а також його помічники Г'юстон Брукс і Лін Сан приєднуються до експедиції, а полковник Престон Паккард надає охорону. Ранда наймає і досвідченого слідопита Джеймса Конрада та фотографа Мейсон Вівер.
Коли судно з дослідниками наближається до мети, навколо острова виявляється постійний штормовий фронт. Капітан експедиції Віктор Нівес відмовляються вести крізь нього корабель і крізь шторм вирушають вертольоти. Дослідники домовляються зустрітися на узбережжі, де через три дні їх повинен забрати корабель. До того часу через шторм вони не матимуть жодного зв'язку з зовнішнім світом. Військові скидають з вертольотів сейсмічні заряди, щоб отримати дані про внутрішню будову острова. Тоді вертольоти збиває величезна мавпа, а вцілілі солдати й учені ховаються в джунглях.
Вцілілі стикаються з величезним буйволом і фрином. Тоді Ранда повідомляє членам експедиції, що їх найняла організація «Монарх» для пошуку чудовиськ. Інша група тим часом виявляє стародавні руїни та плем'я аборигенів. Серед тих виявляється Генк Марлоу, котрий вже 29 років живе на острові. Марлоу пояснює, що аборигени живуть в суспільстві без злочинів та приватної власності. Він показує храм, облаштований в залишках розбитого корабля, де пояснює, що мавпа — Конг, захищає аборигенів від рептилій черепоїдів, які населяють підземні тунелі. Вибухи бомб роздратували черепоїдів і є загроза, що прокинеться їхній ватажок — Великий. Марлоу веде гостей до складеного з уламків човна, яким можна покинути острів.
Мейсон допомагає пораненому буйволу і Конг не чіпає її. Марлоу та інші лагодять човен і вирушають на північ острова. Вдається зв'язатися з групою Паккарда, але тут нападають хижі птерозаври, вбиваючи Нівеса. Паккард і його солдати возз'єднуються з рештою, проте Паккард наполягає на тому, що, перш ніж продовжити шлях по річці, загін повинен знайти Чапмена. Вони заходять на територію черепоїдів, де рептилії лишають останки своїх жертв. Один з черепоїдів відригує череп Чапмена. Ранда і кілька солдатів гинуть через рептилій та вибух природних газів. Зрештою вдається підірвати газ, убивши черепоїда. Засліплений люттю Паккард обіцяє вбити Конга перед тим, як покинути острів.
Паккард разом з Вудвордом та іншими солдатами знаходять загублені боєприпаси, в той час як решта вирушають до човна. Там Конрад, Вівер і Марлоу залишають вчених, а самі повертаються до Паккарда, щоб завадити йому вбити Конга. Солдати, втративши Вудворда, заманюють Конга в пастку та приголомшують його, після чого збираються спалити мавпу напалмом. Конрад, Вівер і Марлоу намагаються переконати солдатів не вбивати Конга, інакше черепоїдів ніщо не стримуватиме. Конг приходить до тями та вбиває Паккарда, решта, скориставшись нагодою, тікають.
Тим часом прокидається Великий, який нападає на Конга і долає його, проте відволікається на людей. Вцілілі досягають човна, Великий переслідує їх, але Конг підводиться та атакує рептилію. Озброївшись ланцюгом та гребним гвинтом, Конг врешті вбиває істоту, але й сам зазнає багатьох поранень. Наостанок він витягає з води Вівер і вирушає вглиб острова, поглянувши услід човну. Вцілілі клянуться не розповідати нікому про острів і те, що вони тут побачили.
На початку титрів Марлоу, повернувшись додому, зустрічає своїх дружину та сина. В сцені після титрів Конрада й Вівер затримує «Монарх». Брукс і Лін повідомляють, що Конг — не єдина велетенська істота. Як свідчать стародавні наскельні малюнки, ще є Ґодзілла, Родан, Мотра і Кінг Гідора.

## У ролях
| Актор                | Роль                  |
| -------------------- | --------------------- |
| Том Гіддлстон        | капітан Джеймс Конрад |
| Семюел Лірой Джексон | Престон Пакард        |
| Брі Ларсон           | Мейсон Вівер          |
| Джон Гудмен          | Ренда                 |
| Цзин Тянь            | Сань Лінь             |
| Тобі Кеббелл         | Чепмен                |
| Джон Ортіс           | Віктор Нівес          |
| Джейсон Мітчелл      | Гленн Мілл            |
| Джон Рейлі           | Генк Марлоу           |

| Актор                  | Роль               |
| ---------------------- | ------------------ |
| Корі Гокінс            | Г'юстон Брукс      |
| Шей Віґем              | Ерл Коул           |
| Томас Манн             | Рег Сливко         |
| Річард Дженкінс        | сенатор Ел Вілліс  |
| Юджин Кордеро          | ворентофіцер Релес |
| Томас Мідлдітч (голос) | Джеррі             |
| Ерін Моріарті          | дівчина в барі     |
| Нік Робінсон           | хлопець в барі     |
| Мойзес Аріас           | хлопець в барі     |

## Виробництво
Знімання фільму почали 19 жовтня 2015 року і закінчили 18 березня 2016 року.

## Нагороди та номінації
| Список нагород та номінацій «Конг: Острів Черепа» | Список нагород та номінацій «Конг: Острів Черепа» | Список нагород та номінацій «Конг: Острів Черепа» | Список нагород та номінацій «Конг: Острів Черепа» | Список нагород та номінацій «Конг: Острів Черепа» | Список нагород та номінацій «Конг: Острів Черепа» |
| Кінофестиваль/Кінопремія                          | Рік                                               | Категорія                                         | Номінант(и)                                       | Результат                                         | Дж                                                |
| ------------------------------------------------- | ------------------------------------------------- | ------------------------------------------------- | ------------------------------------------------- | ------------------------------------------------- | ------------------------------------------------- |
| Премія «Оскар»                                    | 4.03.2018                                         | Найкращі візуальні ефекти                         | Конг: Острів Черепа                               | Номінація                                         | [ 4 ]                                             |